# 台南兵事区
台南兵事区（たいなんへいじく）は、1939年8月に日本統治時代の台湾に設置された大日本帝国陸軍の兵事区の一つ。台南州、台東庁、高雄州、澎湖庁を管轄領域とし、台南陸軍兵事部が置かれ徴兵・召集等兵事事務を所掌した。

## 概要
1939年（昭和14年）、陸軍兵事部令が制定され、台湾軍管区の下に台南兵事区が設置された。1941年（昭和16年）の陸軍管区表の改正で管轄領域が台南州、台東庁、澎湖庁に、1944年（昭和19年）の陸軍管区表の改正で管轄領域が台南州のみになった。

## 台南陸軍兵事部長
| 代             | 氏名           | 階級           | 在任期間       | 出典           |
| 台南兵事部部長 | 台南兵事部部長 | 台南兵事部部長 | 台南兵事部部長 | 台南兵事部部長 |
| -------------- | -------------- | -------------- | -------------- | -------------- |
|                | 上坂勝         | 歩兵大佐       | 1939.8.1 -     | [ 5 ]          |
|                | 吉田信三       | 歩兵大佐       | 1941.10.15 -   | [ 6 ] [ 7 ]    |